# Nicolești (gmina Ulieș)
Nicolești (węg. Miklósfalva) – wieś w Rumunii, w okręgu Harghita, w gminie Ulieș. W 2011 roku liczyła 164 mieszkańców.